# Arktisk påskrislav
Arktisk påskrislav (Stereocaulon arcticum) är en lavart som beskrevs av Bernt Arne Lynge. Arktisk påskrislav ingår i släktet Stereocaulon, och familjen Stereocaulaceae. Arten är reproducerande i Sverige.